# Осада Ясной Горы (1813)
Осада польского монастыря Ясная Гора (пол. Oblężenie Jasnej Góry) в Ченстохове русскими войсками состоялась с 26 марта по 4 апреля 1813 года во время Наполеоновских войн.

## Ход осады
Русский корпус генерала Фабиана Готлиба фон дер Остен-Сакена подошёл к Ясногорской крепости 22 марта 1813 года. На следующий день фон дер Остен-Сакен призвал командующего обороной крепости полковника Антония Гурского к капитуляции, но получил отказ. Русские заняли окрестные деревни и, отрезав связь с крепостью, расположились в Старой и Новой Ченстохове и овладели костёлом Св. Варвары — два других русских полка встали в отводе в деревне Св. Варвары.
26 марта польская артиллерия обстреляла российские позиции, расположенные в районе Велюньского рынка, убив командира батальона и несколько десятков солдат. Генерал фон дер Остен-Сакен принял решение о регулярной осаде. В ночь с 26 на 27 марта русские начали строительство трех батарей напротив бастиона Любомирских, но из-за снега, мороза и артиллерийского обстрела поляков инженерные работы продолжались неделю. 2 апреля русские вели интенсивный огонь, и под его прикрытием к укреплениям приближалась пехота, которая обстреливали из винтовок защитников на южных бастионах и в равелине. Поляки отвечали огнем, обстреливая батареи и подходившую к стенам пехоту. Обстрел русских привел к разрушению крепостных стен и пожару складов, что ослабило боевой дух польских защитников, которые, кроме того, начали испытывать проблемы от нехватки провизии и воды, а также роста числа больных и раненых солдат.
Утром 4 апреля полковник Гурский предложил генералу фон дер Остен-Сакену 24-часовое перемирие и представил условия капитуляции, которые командир российского корпуса отклонил, что привело к продолжению боёв. Последовавшая за этим двухчасовая бомбардировка крепости побудила полковника Гурского сдать Ясную Гору на русских условиях. Поляки должны были выйти из крепости с почестями и, сложа оружие, отправиться в плен целиком — то же самое ждало больных и раненых солдат после их выздоровления. Гражданские лица, напротив, могли вернуться в свои дома, ветераны — в Варшаву, а 17 жандармов — в свои округа. Также было гарантировано уважение личной собственности военных и гражданских лиц, а также монастыря и духовенства.

## Итоги
Вечером 4 апреля русские солдаты заняли оба ворот крепости, а польский гарнизон покинул её на другой день утром. Русские захватили 24 орудия, мортиру и 2 старых фальконета, а также 1000 новых французских винтовок. Кроме того, было освобождено более двадцати пленных, удерживаемых на Ясной горе.
Монахи Ясной Горы подарили Остен-Сакену копию Ченстоховского образа, который позже был помещен с большими почестями в Казанский собор в Санкт-Петербурге, на тот момент главный храм Российской империи. В настоящее время образ находится в музее истории религии.